# Rolex
Roleks je švajcarska kompanija luksuznih satova iz Ženeve. Kompaniju je 1905. godine osnovao Hans Vilsdorf. Roleks je najveća kompanija satova na svetu, proizvodi 2000 satova po danu sa procenjenom vrednošću od 7,7 milijardi dolara.

## Hans Vilsdorf
Rođen u Bavarskoj 1881. godine, kao mlad je ušao u svet švajcarskog časovničarstva početkom dvadesetog veka, kada su se uglavnom nosili džepni satovi. Mehanizmi ručnih časovnika se tada nisu mogli pohvaliti preciznošću, pa se na njih gledalo kao na neku vrstu ženskog nakita koji se proizvodio isključivo u malim serijama. Verujući u ogroman potencijal ovih časovnika, Hans Vilsdorf je uložio svu energiju da svoj san pretvori u stvarost. U Londonu je 1905, sa samo 24 godine, osnovao kompaniju specijalizovanu za distribuciju časovnika u Veliku Britaniju i zemlje britanske imperije. Kako bi ubedio javnost u pouzdanost ovih zasigurno inovativnih ručnih satova, opremio ih je malim, veoma preciznim mehanizmima proizvedenim u švajcarskoj časovničarskoj kompaniji sa sedištem u Bilu.

## Ime Brenda
Već 1908. Vilsdorf je smislio i ime brenda za njegove kreacije – ROLEX. Jednostavno za izgovaranje na bilo kom jeziku i dovoljno kratko da stane na brojčanik časovnika.

## Samonavijajući mehanizam
Rolex je 1931. predstavio i automatski mehanizam za navijanje. Prenoseći težinu tega u obliku rotirajućeg diska, omogućeno je navijanje časovnika zahvaljujući pokretima ručnog zgloba. Ovaj genijalni sistem danas je osnova svakog modernog automatskog časovnika. To tehničko dostignuće dovelo je do radikalnih promena u navikama nošenja časovnika, doprinevši da satovi na ručno navijanje ubrzo postanu deo prošlosti. Istovremeno, čitava planeta za Rolex postaje živa laboratorija. Okeani, visoki planinski vrhovi, ili bilo koji ekstremni uslovi koji vladaju širom sveta poslužili su za testiranje nadmoćnosti Rolexovih časovnika u realnim uslovima.

## Profesionalni časovnici
Ovi časovnici bili su namenjeni novim profesionalnim aktivnostima, kao što su ronjenje na velikim dubinama, avijacija, planinarenje i naučne ekspedicije. Tako su časovnike Oyster Perpetual nosile brojne ekspedicije na Himalaje, uključujući i onu 1953. godine u kojoj su Ser Edmund Hilari i Tensing Norgej, članovi britanske ekspedicije predvođene Ser Džonom Hantom, prvi osvojili vrh Everesta. Iste godine je Submariner bio prvi časovnik koji je garantovao vodootpornost na dubini do 100 metara (330 stopa), a ubrzo zatim i do 200 metara (660 stopa).